# I Do
I Do är en låt framförd av Fabrizio Faniello. Den är skriven av Faniello själv i samarbete med Aldo Spiteri.
Låten var Maltas bidrag i Eurovision Song Contest 2006 i Aten i Grekland. I finalen den 20 maj slutade den på tjugofjärde plats med 1 poäng.